# 小行星6227
小行星6227（6227 Alanrubin）是一颗绕太阳运转的小行星，为主小行星带小行星。该小行星于1981年3月2日发现。

## 轨道参数
小行星6227的轨道半长轴为3.2258148 UA，离心率为0.161。